# ルノー・コアド
ルノー・コアド（Renaud Cohade 、1984年9月29日 - ）は、フランス・アルデシュ県オーブナ出身の元プロサッカー選手。現役時代のポジションは、ミッドフィールダー。

## クラブ経歴

### メス
2016年7月7日、リーグ・アンに昇格したFCメスと3年契約を結んだ。

## タイトル

### クラブ
サンテティエンヌ
- クープ・ドゥ・ラ・リーグ（2013）[2]

### 個人
- リーグ・ドゥベスト11（2008-09）